# Meister der heiligen Veronika

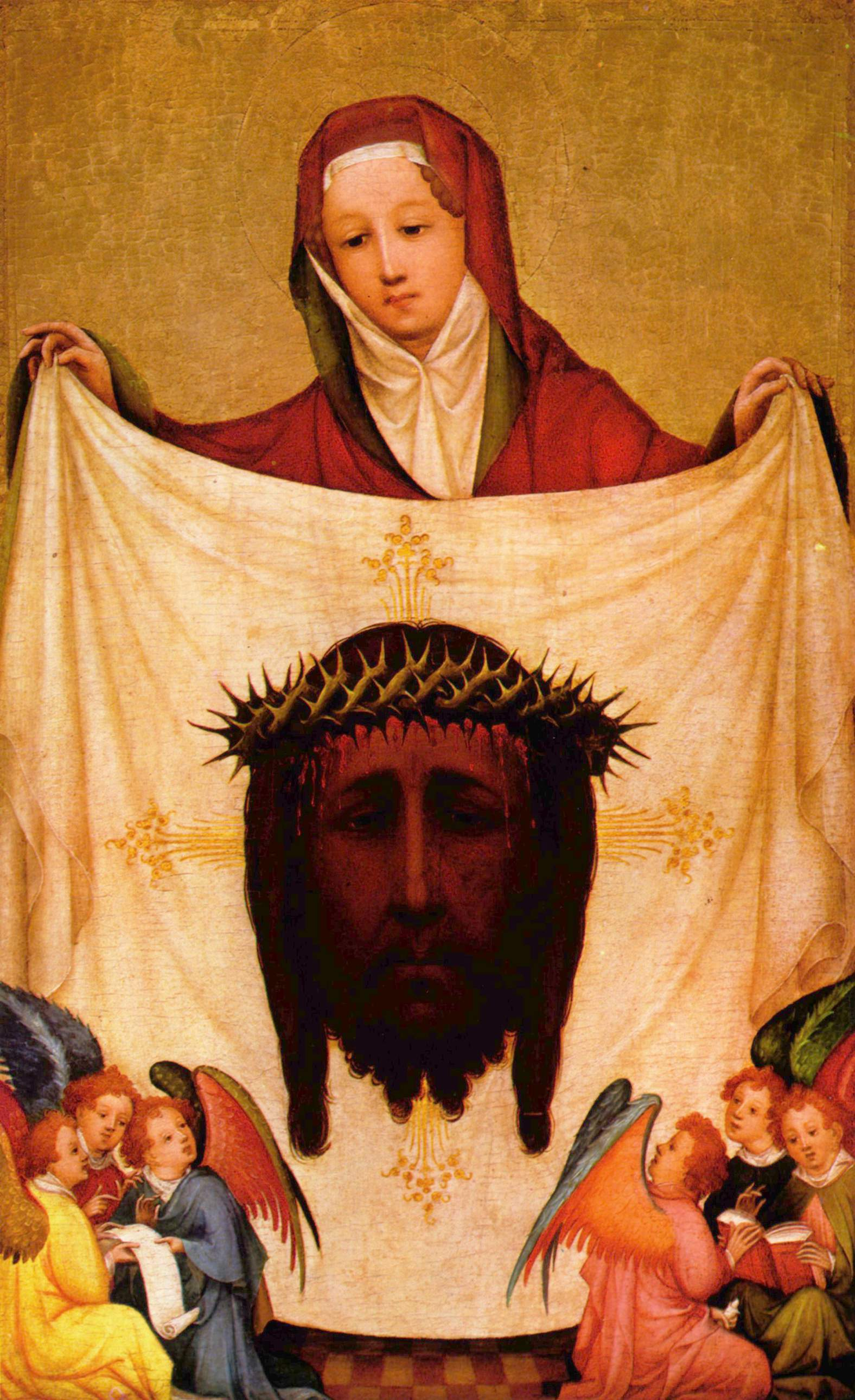
Meister der heiligen Veronika: Hl. Veronika mit dem Schweißtuch Christi, um 1420. München, Alte Pinakothek (Wahrscheinlich aus St. Severin in Köln)

 Meister der heiligen Veronika (englisch: Master of St Veronica) ist der Notname eines Malers des 14. und 15. Jahrhunderts.
Er war von 1395 bis 1415 der bedeutendste Kölner Maler der internationalen Gotik und Hauptmeister des Weichen Stils. Seinen Notnamen erhielt er nach dem Gemälde „Die heilige Veronika mit dem Schweißtuch“, um 1420 gemalt und ursprünglich für die Kölner Kirche St. Severin bestimmt. Es bildete die Mitteltafel eines Triptychons.
Er erhielt eine Ausbildung in der französischen Hofkunst und orientierte sich dabei an der Buchmalerei. Wahrscheinlich lernte er die Hofkunst in Dijon und Paris kennen. Sein Stil lehnt sich stark an die Kölner Tradition des 14. Jahrhunderts an. Doch lässt sich bei ihm auch die Kenntnis der westlichen Kunst um 1400 nachweisen. Er verstand es, den westlichen Zustrom mit der ursprünglichen Kölner Tradition des 14. Jahrhunderts zu verbinden. Seine Werke verkörpern am deutlichsten die internationale Stilsprache und haben auch noch auf die nachfolgende Generation ausgestrahlt.
In jüngster Zeit wurden dem Meister weitere Werke zugeschrieben. Sie zeichnen sich durch eine zurückhaltende Figurenbildung und zarte, sensible Farbgebung aus. Beispielhaft dafür ist „Die Madonna mit der Erbsenblüte“ (um 1400) im Germanischen Nationalmuseum in Nürnberg sowie „Die Mutter Gottes mit der Wickenblüte“ (1410–1415) aus dem Wallraf-Richartz-Museum & Fondation Corboud in Köln.
Ähnlich bedeutende Gemälde sind von seinen Zeitgenossen, dem Meister der kleinen Passion und dem älteren Meister der Heiligen Sippe bekannt.